# Croton pallidus
Espèce
Croton pallidus est une espèce de plantes à fleurs du genre Croton et de la famille des Euphorbiaceae, présente à Hispaniola.
Il a pour synonyme :
- Oxydectes pallida, (Müll.Arg.) Kuntze